# Mahayana Temple Buddhist Association
Mahayana Temple Buddhist Association is een organisatie en een boeddhistische tempel in de  Chinatown van New York. De tempel houdt grote gebedsceremonies op belangrijke gedenkdagen, zoals Qingming. 
De tempel Eastern States Buddhist Temple of America werd in 1962 gesticht door het Chinees-Amerikaanse echtpaar meneer en mevrouw Ying. Het was toen de eerste boeddhistische tempel van Amerika. In 1997 werd er een nieuwe tempel geopend.